# Ján Volko
Ján Volko (* 2. November 1996 in Bratislava) ist ein slowakischer Leichtathlet, der sich auf den Sprint spezialisiert hat. 2019 wurde er Halleneuropameister im 60-Meter-Lauf.

## Sportliche Laufbahn
Erste Erfahrungen bei internationalen Meisterschaften sammelte Ján Volko 2015 bei den Halleneuropameisterschaften in Prag, bei denen er im 60-Meter-Lauf mit 6,86 s in der ersten Runde ausschied. Mitte Juni gewann er bei den erstmals ausgetragenen Europaspielen in Baku, die gleichzeitig die dritte Liga der Team-Europameisterschaft darstellte, die Silbermedaille in der Leichtathletik, wobei er selbst in 21,08 s im 200-Meter-Lauf siegte und mit der slowakischen 4-mal-100-Meter-Staffel auf Rang drei gelangte. Anschließend gelangte er bei den Junioreneuropameisterschaften in Eskilstuna im 100-Meter-Lauf bis in das Halbfinale, in dem er mit 10,84 s ausschied, ehe er über 200 Meter mit 21,68 s in der ersten Runde ausschied. 2016 nahm er über 60 Meter an den Hallenweltmeisterschaften in Portland teil, schied aber auch dort mit 6,80 s im Vorlauf aus. Bei den Europameisterschaften in Amsterdam erreichte er über 100 und 200 Meter das Halbfinale, in dem er mit 10,43 s bzw. 21,28 s ausschied. Im Jahr darauf gewann er bei den Halleneuropameisterschaften in Belgrad mit neuem Landesrekord von 6,58 s die Silbermedaille über 60 Meter hinter dem Briten Richard Kilty. Bei den U23-Europameisterschaften in Bydgoszcz stellte er über 200 Meter mit 20,33 s sowohl einen neuen Meisterschafts- als auch slowakischen Rekord auf und gewann damit die Goldmedaille und musste sich über 100 Meter in 10,18 s mit der Silbermedaille hinter dem Briten Ojie Edoburun begnügen. Damit qualifizierte er sich über beide Distanzen für die Weltmeisterschaften in London, bei denen er über 100 Meter mit 10,25 s in der ersten Runde ausschied, während er über 200 Meter das Halbfinale erreichte und dort mit 20,61 s ausschied. Nur zwei Wochen später gewann er bei der Sommer-Universiade in Taipeh in 20,99 s die Bronzemedaille über 200 Meter hinter dem Franzosen Jeffrey John und James Linde aus Kanada. Zudem wurde er über 100 Meter in 10,30 s Fünfter und schied mit der 4-mal-100-Meter-Staffel mit 40,69 s im Vorlauf aus.
2018 gelangte er bei den Hallenweltmeisterschaften in Birmingham in 6,59 s auf den sechsten Platz und bei den Europameisterschaften in Berlin erreichte er über 100 und 200 Meter das Halbfinale, in dem er mit 10,31 s bzw. 20,58 s ausschied. Im Jahr darauf siegte er überraschend in 6,60 s bei den Halleneuropameisterschaften in Glasgow im 60-Meter-Lauf und anschließend gewann er bei den Europaspielen in Minsk in 10,38 s die Silbermedaille über 100 Meter hinter dem Portugiesen Carlos Nascimento. Im Juli nahm er erneut an den Studentenweltspielen in Neapel teil, wurde über 100 Meter in 10,36 s Vierter und klassierte sich über 200 Meter in 20,66 s auf Rang fünf. 2021 gewann er dann bei den Halleneuropameisterschaften in Toruń in 6,61 s die Bronzemedaille über 60 Meter hinter dem Italiener Marcell Jacobs und Kevin Kranz aus Deutschland. Im Sommer nahm er erstmals an den Olympischen Sommerspielen in Tokio teil und schied dort mit 10,40 s in der ersten Runde über 100 m aus und kam auch im 200-Meter-Lauf mit 21,21 s nicht über den Vorlauf hinaus. Im Jahr darauf startete er über 60 Meter bei den Hallenweltmeisterschaften in Belgrad und schied dort mit Saisonbestleistung von 6,66 s in der ersten Runde aus. Im August belegte er bei den Europameisterschaften in München in 10,16 s den vierten Platz über 100 Meter und schied über 200 Meter mit 20,39 s im Halbfinale aus.
2023 belegte er bei den Halleneuropameisterschaften in Istanbul in 6,57 s den fünften Platz über 60 Meter. Im Juni wurde er bei der 2. Liga der Team-Europameisterschaft im Rahmen der Europaspiele in Chorzów in 10,24 s Erster über 100 Meter und wurde auch über 200 Meter in 20,53 s Erster. Im August belegte er bei den World University Games in Chengdu in 20,66 s den vierten Platz über 200 Meter und kurz darauf kam er bei den Weltmeisterschaften in Budapest mit 10,25 s und 20,69 s jeweils nicht über den Vorlauf über 100 und 200 Meter hinaus. Im Jahr darauf schied er bei den Hallenweltmeisterschaften in Glasgow mit 6,60 s im Halbfinale über 60 Meter aus. Im Juni schied er bei den Europameisterschaften in Rom mit 10,38 s im Halbfinale über 100 Meter aus und kam über 200 Meter mit 21,09 s nicht über den Vorlauf hinaus. 2025 schied er bei den Halleneuropameisterschaften in Apeldoorn mit 6,72 s in der ersten Runde über 60 Meter aus, ehe er auch bei den Hallenweltmeisterschaften in Nanjing mit 6,87 s im Vorlauf ausschied.
In den Jahren von 2015 bis 2020 und von 2022 bis 2024 wurde Volko slowakischer Meister im 100-Meter-Lauf sowie 2015 und 2016 wie von 2018 bis 2024 auch über 200 Meter und 2023 in der 4-mal-100-Meter-Staffel. In der Halle sicherte er sich den Meistertitel über 60 Meter von 2017 bis 2024 sowie 2015, 2016 und 2022 den Titel über 200 Meter. Zudem wurde er 2015 und 2024 Hallenmeister in der 4-mal-200-Meter-Staffel.

## Persönliche Bestzeiten
- 100 Meter: 10,13 s (+1,1 m/s), 29. Juni 2018 in Šamorín (slowakischer Rekord)
  - 60 Meter (Halle): 6,55 s, 21. Februar 2020 in Madrid (slowakischer Rekord)
- 150 Meter: 15,33 s (−0,8 m/s), 27. Juli 2017 in Cheb (nationale Bestleistung)
- 200 Meter: 20,24 s (+1,6 m/s), 8. Juli 2018 in Trnava (slowakischer Rekord)
  - 200 Meter (Halle): 20,97 s, 2. Februar 2023 in Ostrava (slowakischer Rekord)